# Kogut i farby
Kogut i farby (ros. Петух и краски) – radziecki krótkometrażowy film animowany z 1964 roku w reżyserii Borisa Stiepancewa oparty na podstawie bajki Władimira Sutiejewa o tym samym tytule.

## Animatorzy
Lidija Riezcowa, Władimir Arbiekow, Antonina Korowina, Wioletta Kolesnikowa, Jurij Butyrin, Jelizawieta Komowa, Władimir Krumin, Walentin Karawajew, Rienata Mirienkowa, Konstantin Czikin